# Haas VF-24
Chronologie des modèles (2024)
Haas VF-23 Haas VF-25
La Haas VF-24 est la monoplace engagée par l'écurie Haas F1 Team pour la saison 2024 du championnat du monde de Formule 1.
Elle est pilotée par le Danois Kevin Magnussen, par l'Allemand Nico Hülkenberg et par le novice Oliver Bearman.

## Présentation
La Haas VF-24, présentée le 3 février 2024, apparaît comme une évolution de la monoplace ayant terminé la saison 2023, avec des pontons et un capot moteur redessinés ainsi qu'un aileron avant revu.

## Résultats en championnat du monde de Formule 1
| Saison | Écurie                 | Moteur                                    | Pneus   | Pilotes         | Courses | Courses | Courses | Courses | Courses | Courses | Courses | Courses | Courses | Courses | Courses | Courses | Courses | Courses | Courses | Courses | Courses | Courses | Courses | Courses | Courses | Courses | Courses | Courses | Points inscrits | Classement |
| Saison | Écurie                 | Moteur                                    | Pneus   | Pilotes         | 1       | 2       | 3       | 4       | 5       | 6       | 7       | 8       | 9       | 10      | 11      | 12      | 13      | 14      | 15      | 16      | 17      | 18      | 19      | 20      | 21      | 22      | 23      | 24      | Points inscrits | Classement |
| ------ | ---------------------- | ----------------------------------------- | ------- | --------------- | ------- | ------- | ------- | ------- | ------- | ------- | ------- | ------- | ------- | ------- | ------- | ------- | ------- | ------- | ------- | ------- | ------- | ------- | ------- | ------- | ------- | ------- | ------- | ------- | --------------- | ---------- |
| 2024   | MoneyGram Haas F1 Team | Ferrari V6 turbo hybride Tipo 066/10 1.6L | Pirelli |                 | BAH     | SAU     | AUS     | JAP     | CHI     | MIA     | EMI     | MON     | CAN     | ESP     | AUT     | GBR     | HON     | BEL     | P-B     | ITA     | AZE     | SIN     | USA     | MEX     | SAO     | LAS     | QAT     | ABU     | 58              | 7e         |
| 2024   | MoneyGram Haas F1 Team | Ferrari V6 turbo hybride Tipo 066/10 1.6L | Pirelli | Kevin Magnussen | 12e     | 12e     | 10e     | 13e     | 16e     | 19e     | 12e     | Abd.    | 12e     | 17e     | 8e      | 12e     | 15e     | 14e     | 18e     | 10e     |         | 19e*    | 11e     | 7e      |         | 12e     | 9e      | 16e     | 58              | 7e         |
| 2024   | MoneyGram Haas F1 Team | Ferrari V6 turbo hybride Tipo 066/10 1.6L | Pirelli | Nico Hülkenberg | 16e     | 10e     | 9e      | 11e     | 10e     | 11e     | 11e     | Abd.    | 11e     | 11e     | 6e      | 6e      | 13e     | 18e     | 11e     | 17e     | 11e     | 9e      | 8e      | 9e      | Dsq.    | 8e      | Abd.    | 8e      | 58              | 7e         |
| 2024   | MoneyGram Haas F1 Team | Ferrari V6 turbo hybride Tipo 066/10 1.6L | Pirelli | Oliver Bearman  |         |         |         |         |         |         |         |         |         |         |         |         |         |         |         |         | 10e     |         |         |         | 12e     |         |         |         | 58              | 7e         |

Légende : ici 
- *Le pilote n'a pas terminé la course mais est classé pour avoir parcouru 90% de la distance.